# Lucille (Vorname)
Lucille (auch Lucile) ist ein weiblicher Vorname. Er ist die französische und englische Verkleinerungsform des Namens Lucia, der wiederum auf den männlichen lateinischen Namen Lucius zurückgeht.

## Namensträgerinnen
Lucille
- Lucille Ball (1911–1989), US-amerikanische Schauspielerin sowie Film- und Fernsehproduzentin
- Lucille Bliss (1916–2012), US-amerikanische Schauspielerin und Synchronsprecherin
- Lucille Bogan (1897–1948), US-amerikanische Vaudeville- und Bluessängerin, Songwriterin und Gitarristin
- Lucille Bremer (1917–1996), US-amerikanische Schauspielerin
- Lucille Dixon (1923–2004), US-amerikanische Kontrabassistin (Jazz und klassische Musik)
- Lucille Clifton (1936–2010), US-amerikanische Schriftstellerin
- Lucille Eichengreen (1925–2020), Überlebende des Holocaust und Zeitzeugin
- Lucille George-Wout (* 1950), niederländische Politikerin, seit 2013 Gouverneurin von Curaçao
- Lucille Hunkeler (* 1974), italienisch-schweizerische Radsportlerin
- Lucille M. Mair (1924–2009), jamaikanische Diplomatin
- Lucille-Mareen Mayr (* 1993), deutsche Schauspielerin, Sängerin, Musical-Darstellerin und Synchronsprecherin
- Lucille Starr (1938–2020), kanadische Country-Sängerin
- Lucille La Verne (1872–1945), US-amerikanische Theater- und Filmschauspielerin
- Lucille Weber (* 1977), deutsche Eisschnellläuferin

Lucile
- Lucile Bordes (* 1971), französische Linguistin, Hochschullehrerin und Autorin
- Lucile Browne (1907–1976), US-amerikanische Schauspielerin
- Lucile Carter (1875–1934), US-amerikanische Überlebende des Untergangs der RMS Titanic
- Lucile Desamory (* 1977), belgische Künstlerin, Filmemacherin, Schauspielerin und Musikerin
- Lucile Desmoulins (1770–1794), Frau des französischen Revolutionärs Camille Desmoulins, mit der Guillotine hingerichtet
- Lucile Grahn (1819–1907), dänische Tänzerin und Ballettmeisterin
- Lucile Hadzihalilovic (* 1961), französische Regisseurin und Drehbuchautorin
- Lucile Randon (1904–2023), französische Ordensfrau und Supercentenarian
- Lucile Saint-Simon (* 1932), französische Schauspielerin
- Lucile Watson (1879–1962), kanadische Film- und Theaterschauspielerin